# Turín FESA Fútbol Club
Turín FESA Fútbol Club es un club de fútbol profesional salvadoreño con sede en Guazapa, San Salvador, El Salvador.

## Historia
Turín era un club de fútbol con sede en Ahuachapán cuando comenzó una cooperación con FESA (Fundación Educando a un Salvadoreño). Luego se trasladó a la sede de FESA en la Hacienda Santa Clara, San Luis Talpa. Hicieron su debut como Turín-FESA en la temporada 2009-10.  El equipo está formado por jugadores jóvenes, que estudian en FESA.
Después de ganar los títulos de Clausura y Apertura en la Tercera División y lograr el ascenso a la Liga de Plata. 
- Datos: Q7856601